# Blastocystea
Classe
Les Blastocystea sont une classe de chromistes de l'embranchement des Bigyra.

## Liste des ordres
Selon AlgaeBase (10 septembre 2022) :
- Blastocystida Belova, 1990

## Systématique
La classe des Blastocystea a été créée en 1978 par le microbiologiste américain Charles H. Zierdt (d).